# Лукасевич, Юзеф Михал
Юзеф Михал Лукасевич — купец, политик, общественный деятель, последний староста Старой Варшавы, президент Варшавы.

## Биография
Происходил из семьи польских армян, прибывших в Варшаву из Каменца-Подольского. Был известным и успешным купцом, торговавшим «турецким товаром» и винами. Имел дом на Рынке Старой Варшавы.
Начиная с 1769 года неоднократно избирался в состав различных делегаций и на различные городские должности. В качестве члена городского совета был основным помощником Яна Декерта. Его подпись есть на «Меморандуме городов», поданной во время Чёрной процессии.
После смерти Декерта исполнял обязанности старосты, а затем в 1791 году был избран на эту должность. Также унаследовал после Декерта функции опекуна великопольских городов. Неоднократно поддерживал важные для города проекты из своих личных средств. После создания должности президента Варшавы занимал пост вице-президента. С 30 августа 1792 года по 20 марта 1793 года — президент Варшавы.
20 ноября 1794 года комендант Варшавы, генерал Фёдор Фёдорович Буксгевден назначил Лукасевича и Анджея Рафаловича сопрезидентами Варшавы. Они исполняли эти функции вплоть до перехода города под прусское владычество 25 июля 1796 года.

## Семья
Возможно что его женой была Катаржина Августинович, вдова купца Якуба Мурадовича, с которой имел сына Юзефа Казимежа.